# Lob der Stiefmutter
Lob der Stiefmutter (span. Elogio de la madrastra) ist ein erotischer Roman des peruanischen Literatur-Nobelpreisträgers Mario Vargas Llosa aus dem Jahr 1988. Neun Jahre danach erschienen „Die geheimen Aufzeichnungen des Don Rigoberto“ als Fortsetzung der Geschichte.

## Inhalt
In Lima hat der verwitwete großbürgerliche Don Rigoberto, Vater eines Sohns und leitender Angestellter einer Versicherung, die vierzigjährige, schöne, geschiedene Doña Lukrezia geehelicht. Die beiden haben ein aktives, erfüllendes Liebesleben. Sein Sohn Alfonso, dessen genaues Alter nicht genannt wird, der aber als kindlich beschrieben wird, zeigt große Zuneigung zu der Stiefmutter und vollbringt schulische Bestleistungen für sie. Die familiäre Harmonie scheint vollkommen.
Als die Hausangestellte Justita Lukrezia warnt, dass Alfonso seine Stiefmutter heimlich beim Baden beobachte, erkennt Lukrezia, dass der Junge sich scheinbar in sie verliebt hat. Als sie versucht, sich emotional und körperlich von ihrem Stiefsohn zu distanzieren, macht ihn das unglücklich bis hin zur Selbstmorddrohung. Erschrocken und heimlich erregt, zeigt sie dem Minderjährigen wieder Zuneigung, einschließlich grenzwertiger Küsse und Umarmungen. Eines Tages vollziehen sie während Rigobertos allabendlicher ritueller Körperpflege heimlich den Geschlechtsakt. Als Don Rigoberto auf eine mehrtägige Geschäftsreise geht, schlafen sie wiederholt miteinander. 
Bald danach präsentiert der Junge seinem Vater, scheinbar in aller Unschuld, seine neueste Hausaufgabe, einen Aufsatz über ein freies Thema – das „Lob der Stiefmutter“. Offenbar geht aus dem Aufsatz genau hervor, was Lukrezia mit ihm getan hat. Der Vater, fassungslos, am Boden zerstört, trennt sich von Lukrezia und wirft sie aus dem Haus.
Am Ende des Romans konfrontiert die Hausangestellte Justita den minderjährigen Alfonso und beschuldigt ihn, Lukrezia verführt und manipuliert zu haben, um sie loszuwerden. Alfonso gibt sich zwar erst unschuldig, gesteht aber doch, es für Justita und seinen Vater getan zu haben und küsst sie.

## Form
In der Struktur des Romans wechseln sich in fester Reihenfolge Begegnungen zwischen Lukrezia und Alfonso, intime Beschreibungen von Rigobertos achtsam ritualisierter abendlicher Körperpflege einschließlich seiner ästhetischen und philosophischen Assoziationen, der Beischlaf der Eheleute und sich um bestimmte reale Kunstwerke drehende erotische Fantasien ab.

## Zitate
- Jung sterben als Ideal: „Ich werde schön und glücklich sterben.“[2]
- „Unbemerkt bleiben heißt für mich glücklich sein.“[3]
- Ganz konkret über körperliche Liebe reden heißt, auch einmal gegen die herkömmliche Syntax anschreiben: „Ich gebe dich mich hin, du masturbierst mich dir, saugdichmichuns.“[4]
- Pleonasmus: „Glasvitrine“[5]

## Selbstzeugnis
Interview am 13. September 1990 in London: Der Autor gesteht, während des Schreibens zensiere er sich nie. Ein klein wenig surreal sei der Text schon. Gelesen habe Vargas Llosa zuvor unter anderem Apollinaires Les maîtres de l'amour (Meister der Liebe), Aretino und auch de Sade. Freud habe – die Souveränität Lukrezias betreffend – eine Rolle gespielt. Der Autor nennt sich einen Agnostiker und „nicht gläubig“. Bei alledem ist ihm angeblich kein ernsthafterer Widerstand der Kirche gegen den anzüglichen, mit Anomalien durchsetzten Text zu Ohren gekommen. Hinsichtlich der Dekadenz des Kindes Alfonso sei ein Gedanke Batailles, nach dem die Unschuld sowohl engelhaft als auch teuflisch sein könne, wohl doch ziemlich ausschlaggebend gewesen.
In den Roman eingebettet sind sechs vignettenhafte phantastische Erzählungen, inspiriert von je einem spezifischen Gemälde. Darunter Francis Bacons Gemälde Kopf I (1948). und Weg nach Mendieta 10 (1979) von Fernando de Szyszlo (1925–2017) sowie folgende Bilder:

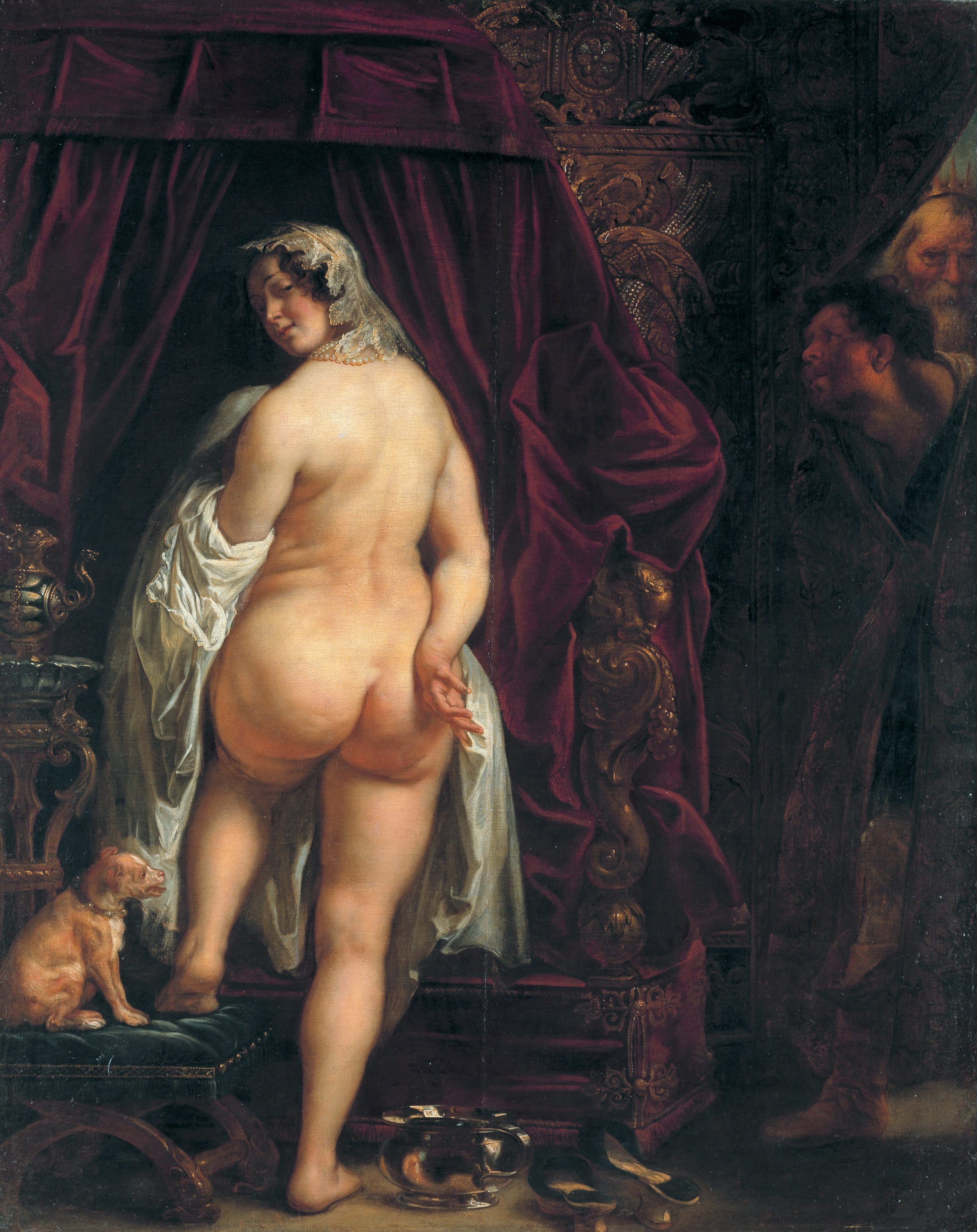
Jacob Jordaens: Kandaules, König von Lydien, zeigt dem Minister Gyges seine Frau (1646)
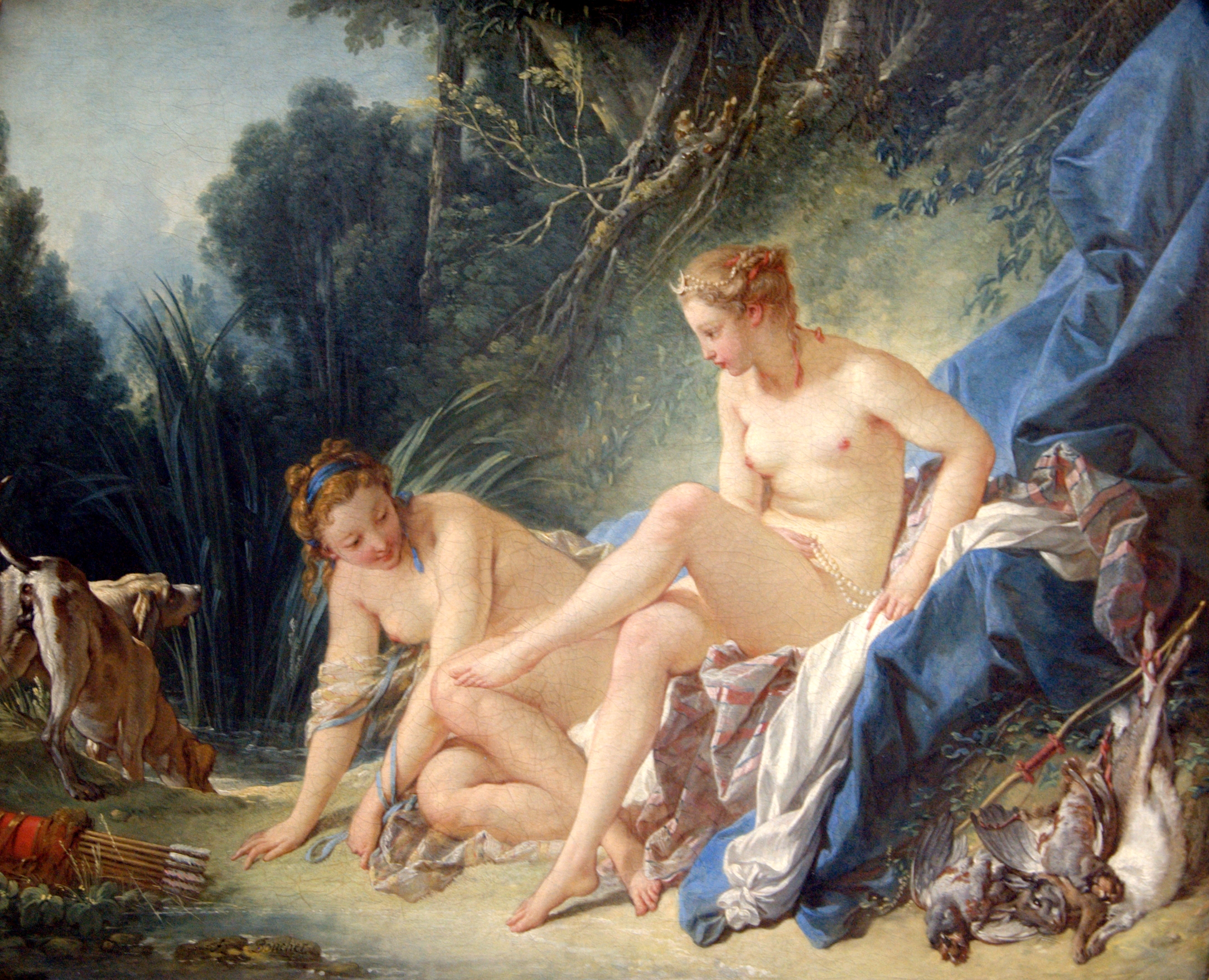
François Boucher: Diana nach dem Bade (1742)
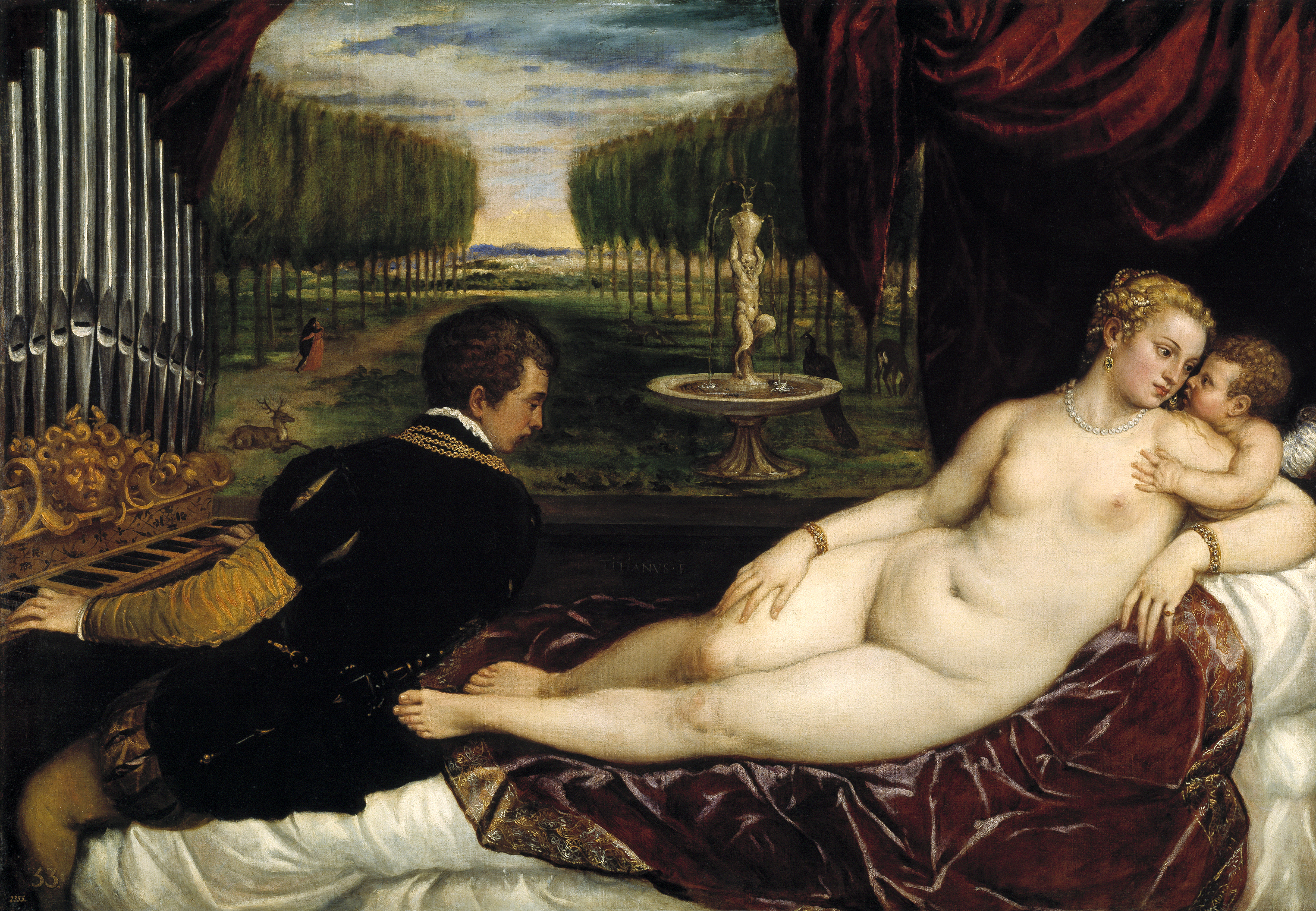
Tizian: Venus mit Amor und Musik (etwa 1555)
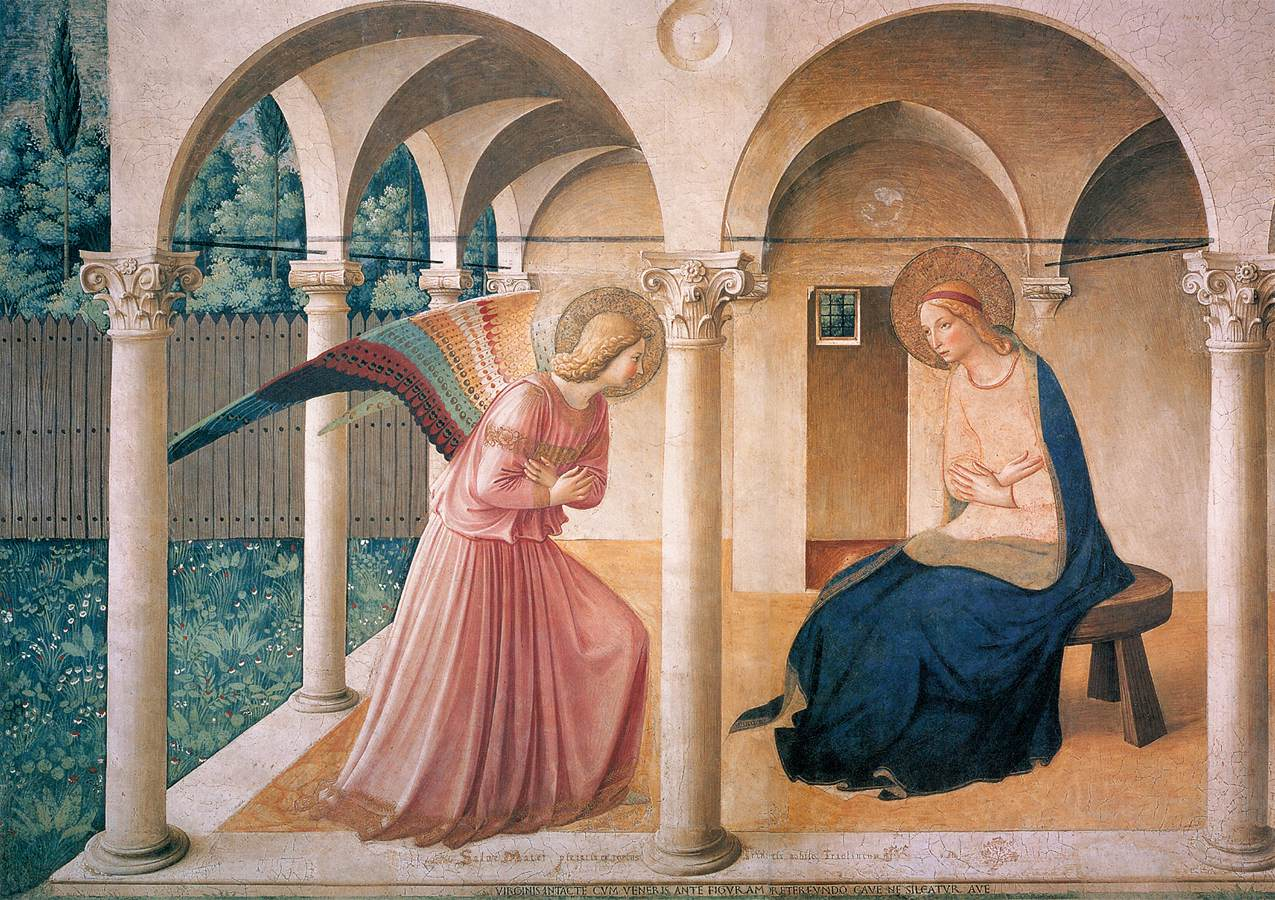
Fra Angelico: Die Verkündigung (1442/43)

## Rezeption
Hanspeter Brode besprach den Roman am 16. Januar 1989 in der „FAZ“, Wolfram Schütte am 5. August 1989 in der „Frankfurter Rundschau“, Volker Hage am 11. August 1989 in „Die Zeit“, Rolf Grimminger am 24. September 1989 in der „Süddeutschen Zeitung“ und M. Halter am 5. Oktober 1990 in „die tageszeitung“.

## Quelle
- Mario Vargas Llosa: Lob der Stiefmutter. Roman. Aus dem Spanischen von Elke Wehr. Lizenzgeber Suhrkamp, Frankfurt am Main 1989, Heyne, München 2000, ISBN 3-453-16516-0.